# Ctenomys dorbignyi
Ctenomys dorbignyi là một loài động vật có vú trong họ Ctenomyidae, bộ Gặm nhấm. Loài này được Contreras & Contreras mô tả năm 1984.